# Списак министара правде Србије
На овој страни налази се списак министара правде одн. министара правосуђа Србије.

## Србија у Првом српском устанку(1805–1813)
| Слика | Почетак мандата | Крај мандата | Име и презиме (Датум рођења и смрти) | Белешка |
| ----- | --------------- | ------------ | ------------------------------------ | ------- |
|       | 1811.           | 1813.        | Илија Марковић                       |         |

## Кнежевина Србија(1834–1882)
| Слика | Почетак мандата | Крај мандата                          | Име и презиме                      | Датум рођења и смрти               | Белешка |
| ----- | --------------- | ------------------------------------- | ---------------------------------- | ---------------------------------- | --- |
|       | 1834.           | 1835.                                 | Лазар Теодоровић                   |                                    | Попечитељ Правосудија и Просвештенија и цензор наши Сербски новина Од средине 1834. само Попечитељство Правосудија |
|       | 1835.           | до краја фебруара/почетка марта 1835. | Лазар Теодоровић                   |                                    | Попечитељ правосудија                                                                                              |
|       | 1839.           | 1840.                                 | Стефан Стефановић Тенка            |                                    | |
|       | 1840.           | 1840.                                 | Лазар Теодоровић                   |                                    | привремен |
|       | 1840.           | 1840.                                 | Голуб Петровић                     |                                    | |
|       | 1840.           | 1842.                                 | Стефан Радичевић                   |                                    | |
|       | 1842.           | 1847.                                 | Паун Јанковић                      |                                    | |
|       | 1847.           | 1848.                                 | Алекса Јанковић                    |                                    | привремено |
|       | 1848.           | 1848.                                 | Стефан Стефановић Тенка            |                                    | |
|       | 1848.           | 1849.                                 | Лазар Арсенијевић                  |                                    | привремено |
|       | 1849.           | 1852.                                 | Алекса Симић                       |                                    | |
|       | 1852.           | 1854.                                 | Лазар Арсенијевић                  |                                    | привремено |
|       | 1854.           | 1855.                                 | Алекса Јанковић                    |                                    | |
|       | 1855.           | 1855.                                 | Стефан Марковић                    |                                    | |
|       | 1855.           | 1856.                                 | Димитрије Црнобарац                |                                    | |
|       | 1856.           | 1857.                                 | Стефан Марковић                    |                                    | |
|       | 1857.           | 1858.                                 | Јеремија Станојевић                |                                    | |
|       | 1858.           | 1859.                                 | Димитрије Црнобарац                |                                    | |
|       | 1859            | 1859                                  | Јевтимије Угричић                  |                                    | |
|       | 1859            | 1859                                  | Димитрије Црнобарац                |                                    | |
|       | 1859            | 1860                                  | Маринко Радовановић                |                                    | |
|       | 1860            | 1860                                  | Јован Филиповић                    | привремено, до 12/24.3. 1860.      | |
|       | 1860            | 1860                                  | Јеврем Грујић (1827—1895)          | вршилац дужности, до 6/18.4. 1860. | |
|       | 1860            | 1860                                  | Матија Симић                       |                                    | |
|       | 1860            | 1861                                  | Јеврем Грујић (1827—1895)          |                                    | |
|       | 1861            | 1861                                  | Ђорђе Ценић (1825—1903)            |                                    | |
|       | 1861            | 1862                                  | Ђорђе Ценић (1825—1903)            |                                    | |
|       | 1862            | 1868                                  | Рајко Лешјанин                     |                                    | |
|       | 1868            | 1869                                  | Ђорђе Ценић (1825—1903)            |                                    | |
|       | 1869            | 1871                                  | Јован Илић (1824—1901)             |                                    | |
|       | 1871            | 1873                                  | Стојан Вељковић (1830—1925)        |                                    | |
|       | 1873            | 1873                                  | Марко Лазаревић                    |                                    | |
|       | 1873            | 1874                                  | Ђорђе Ценић (1825—1903)            |                                    | |
|       | 1874            | 1875                                  | Милан Богићевић (1940—1929)        |                                    | |
|       | 1875            | 1875                                  | Ђорђе Ђоша Миловановић (1813—1885) |                                    | |
|       | 1875            | 1875                                  | Димитрије Г. Радовић (1837—1909)   |                                    | |
|       | 1875            | 1875                                  | Радивоје Милојковић (1832—1888)    |                                    | |
|       | 1875            | 1876                                  | Стојан Марковић (1833—1903)        |                                    | |
|       | 1876            | 1878                                  | Јеврем Грујић (1826—1895)          | Друга Влада Стевче Михаиловића     | |
|       | 1878            | 1879                                  | Димитрије Матић (1821—1884)        | Трећа Влада Јована Ристића         | |
|       | 1879            | 1880                                  | Стојан Вељковић (1830—1925)        | Трећа Влада Јована Ристића         | |
|       | 1880            | 1880                                  | Јован Авакумовић (1841—1928)       | Трећа Влада Јована Ристића         | |
|       | 1880            | 1881                                  | Милан Пироћанац (1837—1897)        | Влада Милана Пироћанца             | |
|       | 1881            | 1882                                  | Димитрије Г. Радовић (1837—1909)   | Влада Милана Пироћанца             | |

## Краљевина Србија(1882–1918)
| Слика | Почетак мандата | Крај мандата | Име и презиме (Датум рођења и смрти) | Белешка                     | Странка                                           |
| ----- | --------------- | ------------ | ------------------------------------ | --------------------------- | ------------------------------------------------- |
|       | 1882            | 1883         | Димитрије Радовић                    | Влада Милана Пироћанца      |                                                   |
|       | 1883            | 1884         | Ђорђе Пантелић                       | Друга влада Николе Христића |                                                   |
|       | 1884            | 1885         | Димитрије Маринковић                 |                             |                                                   |
|       | 1885            | 1886         | Ђорђе Павловић                       |                             |                                                   |
|       | 1886            | 1887         | Димитрије Маринковић                 |                             |                                                   |
|       | 1887            | 1887         | Јован Авакумовић                     |                             |                                                   |
|       | 1887            | 1888         | Глиша Гершић (1842—1918)             |                             |                                                   |
|       | 1888            | 1889         | Ђорђе Пантелић                       |                             | Трећа влада Николе Христића и влада Косте Протића |
|       | 1889            | 1890         | Глиша Гершић                         |                             |                                                   |
|       | 1890            | 1891         | Михаило Ђорђевић                     |                             |                                                   |
|       | 1891            | 1892         | Глиша Гершић                         |                             |                                                   |
|       | 1892            | 1892         | Михаило Ђорђевић                     |                             |                                                   |
|       | 1892            | 1893         | Живојин Величковић                   |                             |                                                   |
|       | 1893            | 1893         | Андра Николић (1853—1918)            |                             |                                                   |
|       | 1893            | 1894         | Петар Максимовић (1852—1922)         |                             |                                                   |
|       | 1894            | 1894         | Андра Николић                        |                             |                                                   |
|       | 1894            | 1894         | Јеврем Андоновић                     |                             |                                                   |
|       | 1894            | 1895         | Михаило Ђорђевић                     |                             |                                                   |
|       | 1895            | 1895         | Ђорђе Стефановић                     |                             |                                                   |
|       | 1895            | 1896         | Арон Нинчић (1845—1906)              |                             |                                                   |
|       | 1896            | 1897         | Милован Миловановић (1863—1912)      |                             |                                                   |
|       | 1897            | 1899         | Коста Христић (1852—1927)            |                             |                                                   |
|       | 1899            | 1900         | Ђорђе Стефановић                     |                             |                                                   |
|       | 1900            | 1901         | Настас Антоновић                     |                             |                                                   |
|       | 1901            | 1902         | Драгутин Стаменковић                 |                             |                                                   |
|       | 1902            | 1902         | Арон Нинчић                          |                             |                                                   |
|       | 1902            | 1902         | Антоније Пантовић                    |                             |                                                   |
|       | 1902            | 1903         | Љубомир Живковић                     |                             |                                                   |
|       | 1903            | 1903         | Михаило П. Јовановић (1855—1944)     |                             |                                                   |
|       | 1903            | 1904         | Никола Николић                       |                             |                                                   |
|       | 1904            | 1904         | Михаило Полићевић                    |                             |                                                   |
|       | 1904            | 1905         | Михаило П Јовановић                  |                             |                                                   |
|       | 1905            | 1905         | Никола Николић                       |                             |                                                   |
|       | 1905            | 1905         | Иван Павићевић                       |                             |                                                   |
|       | 1905            | 1906         | Драгутин Пећић (1873-?)              |                             |                                                   |
|       | 1906            | 1907         | Миленко Веснић (1863—1921)           |                             |                                                   |
|       | 1907            | 1908         | Марко Трифковић (1864—1928)          |                             |                                                   |
|       | 1908            | 1908         | Милован Миловановић                  |                             |                                                   |
|       | 1908            | 1909         | Коста Тимотијевић (1869-?)           |                             |                                                   |
|       | 1909            | 1909         | Стојан Рибарац (1855—1922)           |                             |                                                   |
|       | 1909            | 1911         | Коста Тимотијевић                    |                             |                                                   |
|       | 1911            | 1912         | Драгољуб Аранђеловић (1873—1950)     |                             |                                                   |
|       | 1912            | 1912         | Марко Трифковић                      |                             |                                                   |
|       | 1912            | 1912         | Марко Ђуричић                        |                             |                                                   |
|       | 1912            | 1913         | Михаило Полићевић                    |                             |                                                   |
|       | 1913            | 1918         | Марко Ђуричић                        |                             |                                                   |

## Подручје Војног заповедника у Србији(1941–1944)
| Слика | Почетак мандата | Крај мандата | Име и презиме (Датум рођења и смрти) | Белешка                                              | Странка |
| ----- | --------------- | ------------ | ------------------------------------ | ---------------------------------------------------- | ------- |
|       | 1941            | 1941         | Момчило Јанковић                     | Комесарска управа Милана Аћимовића комесар за правду |         |
|       | 1941            | 1942         | Чедомир Марјановић                   | Влада народног спаса Милана Недића                   |         |
|       | 1942            | 1944         | Богољуб Кујунџић                     | Влада народног спаса Милана Недића                   |         |
|       | 1944            | 1944         | Александар Пеливановић               | Одбор државне администрације за Србију               |         |

## Социјалистичка Република Србија(1944–1991)
| Слика | Почетак мандата    | Крај мандата       | Име и презиме (Датум рођења и смрти) | Белешка                  | Странка |
| ----- | ------------------ | ------------------ | ------------------------------------ | ------------------------ | ------- |
|       | 18. новембар 1944. | 7. април 1945.     | Милован Крђић                        |                          |         |
|       | 7. април 1945.     | 22. новембар 1946. | Милош Церовић                        |                          |         |
|       | 22. новембар 1946. | 1947               | Душан Братић                         |                          |         |
|       | 1947               | 22. новембар 1948. | Живан Димитријевић                   |                          |         |
|       | 22. новембар 1948. | 7. април 1951.     | Радисав Раја Недељковић              |                          |         |
|       | 7. април 1951.     | 1951               | Милош Царевић                        |                          |         |
|       | 1951               | 1953               | Милан Поповић                        |                          |         |
|       | 1954               | 1974               |                                      |                          |         |
|       | 1974               | 1982               | Миодраг Трифуновић                   |                          |         |
|       | 1982               | 1986               | Драгољуб Ћосић                       |                          |         |
|       | 6. мај 1986.       | 5. децембар 1989.  | Драган Шапоњић                       |                          |         |
|       | 5. децембар 1989.  | 11. фебруар 1991.  | Сретен Владисављевић                 | Влада Станка Радмиловића |         |

## Република Србија(1991–сада)
| Слика | Почетак мандата    | Крај мандата       | Име и презиме (Датум рођења и смрти) | Белешка                                                                                                  | Странка                       |
| ----- | ------------------ | ------------------ | ------------------------------------ | --- | ----------------------------- |
|       | 11. фебруар 1991.  | 23. децембар 1991. | Предраг Тодоровић (1939)             | Влада Драгутина Зеленовића                                                                               | Социјалистичка партија Србије |
|       | 23. децембар 1991. | 10. фебруар 1993.  | Зоран Ћетковић (1956)                | Влада Радомана Божовића                                                                                  | Социјалистичка партија Србије |
|       | 10. фебруар 1993.  | 18. март 1994.     | Томислав Илић (1937)                 | Влада Николе Шаиновића                                                                                   | Социјалистичка партија Србије |
|       | 18. март 1994      | 24. март 1998.     | Аранђел Маркићевић (1936—2003)       | Прва влада Мирка Марјановића                                                                             | Социјалистичка партија Србије |
|       | 24. март 1998.     | 24. октобар 2000.  | Драгољуб Јанковић (1945)             | Друга влада Мирка Марјановића                                                                            | Југословенска левица          |
|       | 24. октобар 2000.  | 25. јануар 2001.   | Зоран Николић (1958)                 | Прелазна влада Миломира Минића: Колегијум министра правде                                                | Социјалистичка партија Србије |
|       | 24. октобар 2000.  | 25. јануар 2001.   | Драган Субашић (1955)                | Прелазна влада Миломира Минића: Колегијум министра правде                                                | Демократска опозиција Србије  |
|       | 24. октобар 2000.  | 25. јануар 2001.   | Сеад Спаховић (1957)                 | Прелазна влада Миломира Минића: Колегијум министра правде                                                | Српски покрет обнове          |
|       | 25. јануар 2001.   | 3. март 2004.      | Владан Батић (1949—2010)             | Влада Зорана Ђинђића и Влада Зорана Живковића                                                            | Демохришћанска странка Србије |
|       | 3. март 2004.      | 15. мај 2007.      | Зоран Стојковић (1946—2020)          | Прва влада Војислава Коштунице                                                                           | Демократска странка Србије    |
|       | 15. мај 2007.      | 7. јул 2008.       | Душан Петровић (1966)                | Друга влада Војислава Коштунице                                                                          | Демократска странка (Србија)  |
|       | 7. јул 2008.       | 27. јул 2012.      | Снежана Маловић (1976)               | Влада Мирка Цветковића Министарство правде                                                               | Демократска странка (Србија)  |
|       | 6. мај 2012.       | 11. август 2016.   | Никола Селаковић (1983)              | Влада Ивице Дачића Министарство правде и државне управе Прва влада Александра Вучића Министарство правде | Српска напредна странка       |
|       | 11. август 2016.   | 25. октобар 2020.  | Нела Кубуровић (1982)                | Друга влада Александра Вучића Министарство правде Прва влада Ане Брнабић Министарство правде             | Српска напредна странка       |
|       | 25. октобар 2020.  | Функцију обавља    | Маја Поповић (1982)                  | Друга влада Ане Брнабић Министарство правде Трећа влада Ане Брнабић Министарство правде                  | независни                     |